# Gewone huislook
De gewone huislook (Sempervivum tectorum) is een plant uit de vetplantenfamilie (Crassulaceae).

## Kenmerken
De spitse bladtop is roodbruin van kleur. Rode tot roze bloemen staan in tuilen op korte stelen. De uitlopers hebben een gladde wortelsteel die buiten de tros uitsteekt.

## Verspreiding
Gewone huislook komt in heel Europa algemeen voor.

## Toepassingen

### Bouw
De plant is geschikt om een dak mee te bedekken en vormt in korte tijd veel zijdelings staande rozetten.

### Culinair
Het blad kan worden toegevoegd aan salades.

### Cosmetisch
De verse bladeren kunnen worden geweekt in heet water. Met dit gezichtsstoombad kan de huid worden gevoed of genezen. Ook verlicht het wespensteken en brandnetelblaren.

### Medicinaal
Uit verse bladeren kan sap worden gewonnen dat gebruikt kan worden tegen wratten en andere huidaandoeningen. Een aftreksel van de bladeren kan als thee worden gebruikt tegen keelontsteking, bronchitis en mondkwalen. Ook kan het sap gebruikt worden om oorontsteking tegen te gaan. Hierbij kan het sap rechtstreeks uit verse bladeren in het oor uitgeknepen worden.